# 썸머타임 (2001년 영화)
"썸머타임"(SummerTime)은 한국에서 제작된 박재호 감독의 2001년 멜로/로맨스 영화이다. 김지현 등이 주연으로 출연하였고 차승재 등이 제작에 참여하였다. 한편 이 영화는 광주 민주화 운동의 영향을 받은 것으로도 알려져있으며, 또한 필리핀 영화 스콜피오 나이트로 리메이크된 바 있다.

## 출연

### 주연
- 김지현 : 희란 역
- 류수영 : 진우/상호 역
- 최철호 : 태열 역

### 조연
- 안병경 : 박씨 역
- 송옥숙 : 기옥 역

### 단역
- 배정윤 : 영미 역
- 최성민 : 경철 역
- 송창곤 : 박군 역
- 윤영걸 : 임군 역
- 조서영 : 다현 역
- 허석도 : 사장 역
- 송아란 : 어린 희란 역
- 이호경 : 아기 진우 역
- 임준용 : 어린 진우 역
- 김선화 : 싸우는 손님 역
- 문상숙 : 치마공장 마도메 역
- 조영현 : 치마공장 마도메 역
- 홍진경 : 치마공장 마도메 역
- 임창미 : 치마공장 마도메 역
- 이은주 : 치마공장 마도메 역
- 박인옥 : 치마공장 마도메 역
- 홍혜숙 : 치마공장 마도메 역
- 김영남 : 다림질 맨 역
- 조재연 : 이발사 역
- 임진숙 : 면도사 역
- 김명종 : 장기 두는 사람 역
- 정기섭 : 장기 두는 사람 역
- 신재영 : 목포집 아줌마 역
- 박원희 : 복덕방 아저씨 역
- 전진해 : 놀이터 아이 역
- 이중원 : 놀이터 아이 역
- 석한영 : 놀이터 아이 역
- 박훈정 : 놀이터 아이 역
- 박용희 : 배추장사 역
- 이귀용 : 경찰 역
- 박인서 : 카페종업원 1 역
- 서혜원 : 카페종업원 2 역
- 이승훈 : 장교 역
- 장성원 : 교도관 역

## 기타
- 프로듀서: 이정학
- 제작투자: 차승재
- 제작투자: 최재원
- 조명: 강광원
- 조연출: 김범규
- 동시녹음: 김탄영
- 음향: 오원철
- 음향: 최태영
- 미술: 오상만
- 미술효과: 윤일랑
- 특수분장: 허석도
- 특수효과: 김병기
- 특수효과: 하승남
- 특수효과: 송원식
- 특수효과: 채호근
- 분장: 박은정
- 의상: 김유빈